# 佐藤貴志 (ラグビー選手)
佐藤 貴志（さとう たかし、1981年6月10日 - ）は、日本の元ラグビー選手。

## プロフィール
- 大阪府枚方市出身。
- ポジションはスクラムハーフ(SH)。
- 身長 174cm、体重 84kg
- 日本代表キャップは4。（2016年3月現在）
- 7人制日本代表に選出されたことがある。
- ニックネームはしゅがー。

## 略歴
8歳からラグビーを始めた。
2000年、東海大仰星高校卒業後、同志社大学に入る。なお東海大仰星高校時代に花園で1回優勝を経験している。
2004年、同志社大学卒業後、ヤマハ発動機ジュビロに加入。同年9月25日に行われたジャパンラグビートップリーグ第2節の近鉄ライナーズ戦に途中出場ながら公式戦初出場を果たし、6シーズンプレーした。
2006年、「ドーハ　アジア大会」、ラグビー日本チーム優勝、金メダル　　獲得に寄与。
2010年、神戸製鋼コベルコスティーラーズに加入。
2012年12月にトップリーグ100試合出場を達成した。
2018年、現役を引退後、同志社大ラグビー部ヘッドコーチに就任。
2022年、追手門大学女子ラグビー部監督に就任。
2023年、関西大学ラグビー部監督に就任。